# 横井雍
横井 雍(よこい たすく、1930年6月23日 - 2021年11月4日）は、日本の経営者。住友ゴム工業社長を務めた。大阪府出身。

## 経歴
1953年に神戸大学経済学部を卒業し、同年に住友電気工業に入社。1979年6月に取締役に就任し、1981年12月に常務を経て、1987年6月には専務に就任。1989年3月に住友ゴム工業副社長に就任し、1990年3月には社長に昇格。1995年5月に会長に就任し、1999年3月に取締役相談役を経て、2001年3月から相談役を務めた。1997年6月から2002年6月までに住友電気工業監査役も務めた。
1993年11月に藍綬褒章を受章し、2001年4月に勲三等瑞宝章を受章。
2021年11月4日誤嚥性肺炎のために死去。91歳没。